# PalaDozza
Die PalaDozza ist eine Mehrzweckhalle in der italienischen Stadt Bologna, Region Emilia-Romagna. Seit 1996 ist die Veranstaltungshalle nach dem kommunistischen Politiker Giuseppe Dozza benannt. Er war nach dem Zweiten Weltkrieg von 1945 bis 1966 der erste Bürgermeister der Stadt. Die rivalisierenden Basketballvereine Fortitudo Bologna und Virtus Bologna waren bis in die 1990er Jahre im runden Kuppelbau beheimatet. 2019 verließ Virtus letztlich die PalaDozza und trägt die Heimspiele in der Virtus Segafredo Arena aus.

## Geschichte
Der Bau entstand auf Druck der Basketball- und Box-Fans, da der Sala Borsa mit 1050 Plätzen zu klein geworden war. Nach dem Baubeginn 1954 wurde die Halle am 12. September 1956 mit dem Basketballländerspiel Italien gegen Polen (70:54) eröffnet. Neben dem Basketball wird die Halle u. a. für Sportarten wie Volleyball, Boxen, Hockey, Tennis, Skaten, Turnen oder Fechten genutzt. 2018 wurde der PalaDozza renoviert. Neben Sport und Konzerte sollten auch Tagungen und Ausstellungen veranstaltet werden. Das Parkett auf dem Spielfeld wurde ebenfalls ausgewechselt.
Im März/April 1966 fand ein Halbfinale und das Endspiel im FIBA Europapokal der Landesmeister 1965/66 im damaligen Palazzo dello Sport statt. Der ZSKA Moskau unterlag im Halbfinale gegen Simmenthal Milano mit 57:68. Im Endspiel setzte sich Milano gegen den tschechoslowakischen Vertreter Slavia VŠ Prag mit 77:72 durch. Die vier Partien des Final Four in der EuroChallenge 2013/14 (mit Grissin Bon Reggiana, Triumph Ljuberzy, Szolnoki Olaj KK und Royal Halı Gaziantep) wurden in der Halle in Bologna ausgetragen. Im Finale traf Reggiana auf Triumph Ljuberzy (79:65). Im September 2018 war die PalaDozza ein Spielort der Volleyball-Weltmeisterschaft der Männer in Italien und Bulgarien.
Die Stadt Bologna hat eine lange Basketballtradition. Im PalaDozza ist das Museum Museo del Basket (MUBIT) im Bau. Das Projekt wird in Zusammenarbeit mit der Federazione Italiana Pallacanestro (FIP), dem italienischen Basketballverband, umgesetzt. Ende 2022 soll es fertiggestellt und eröffnet werden.